# Azéotrope
Un mélange azéotrope ou azéotropique (du grec ά, a privatif, ζέω, zéô, « bouillir » et τρορός, tropós, « manière, direction, tour, façon, mode »,) est un mélange liquide qui, à pression constante, bout à température fixe en gardant une composition fixe. Un mélange azéotropique présente donc une phase vapeur ayant la même composition que la phase liquide avec laquelle elle est en équilibre.
Il existe deux types d'azéotrope, selon les déviations induites par les interactions intermoléculaires par rapport au modèle de la solution idéale : l'azéotrope positif ayant, à température donnée, une pression supérieure à celle prédite par la loi de Raoult, et l'azéotrope négatif ayant une pression inférieure. Il existe des doubles azéotropes, des azéotropes à plus de deux corps et des hétéroazéotropes (équilibres liquide-liquide-vapeur).
Un mélange azéotropique se comportant comme un corps pur, les divers corps d'un tel mélange ne peuvent être séparés par une distillation classique. Cette séparation est rendue possible par les techniques de distillation par balancement de pression ou au tiers corps (distillation azéotropique ou extractive) et de pervaporation.

## Définitions

### Zéotropie, écarts à l'idéalité

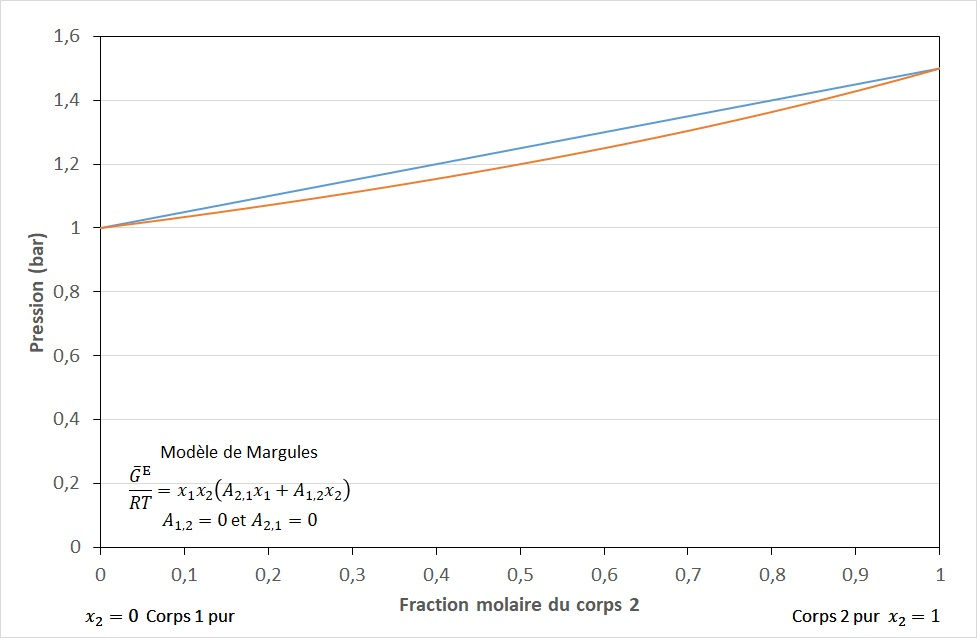
Figure 1 - Loi de Raoult, modèle idéal.
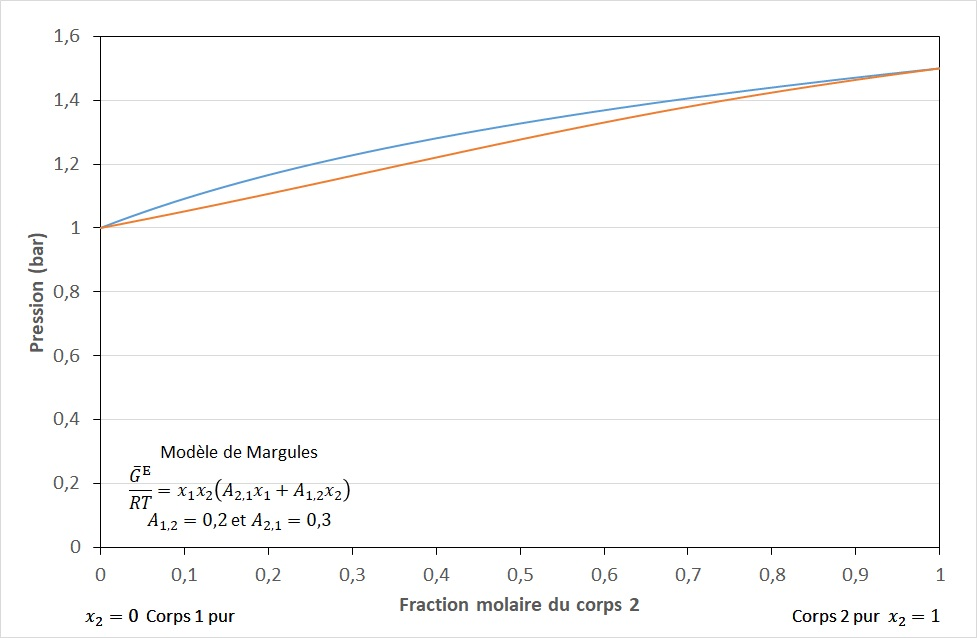
Figure 2 - Déviation positive.
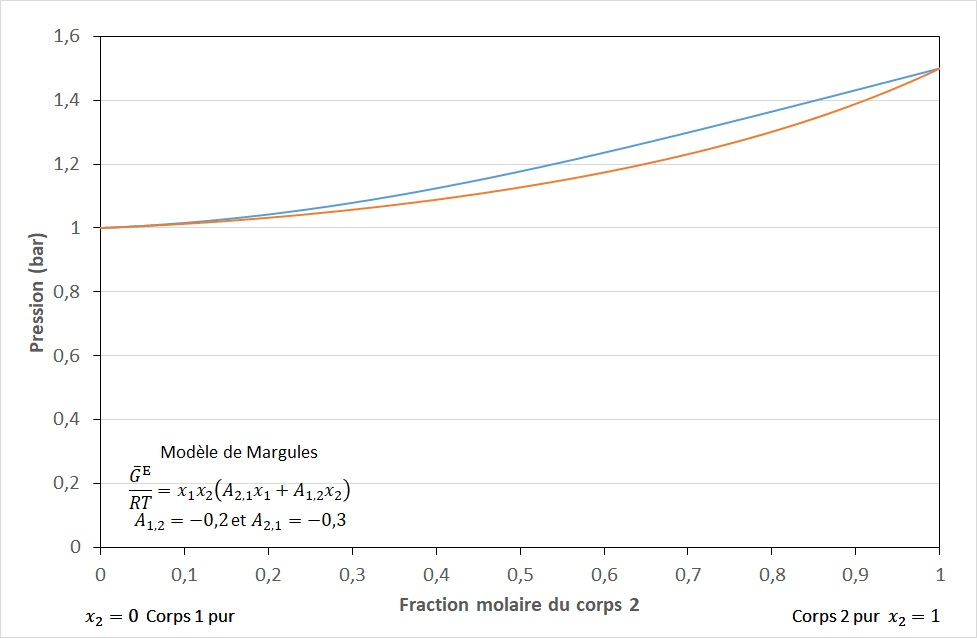
Figure 3 - Déviation négative.

Un mélange zéotrope ou zéotropique est un mélange dont la température et la composition varient continuellement lors d'un processus de distillation à pression constante. De plus, la composition du liquide et de la vapeur (phase gaz) en équilibre sont différentes tout au long du processus.
À température donnée, dans un mélange binaire constitué des corps {\displaystyle 1} et {\displaystyle 2}, lorsque les composés de natures différentes (molécules {\displaystyle 1} et {\displaystyle 2}) s'attirent autant que les composés de même nature (molécules {\displaystyle 1} entre elles et {\displaystyle 2} entre elles), le mélange est idéal et l'équilibre liquide-vapeur suit la loi de Raoult (cf. figure 1). Les mélanges de composés de structures très similaires, tels les mélanges de composés aromatiques (par exemple le mélange benzène - toluène) ou d'alcools (par exemple le mélange méthanol - éthanol - propan-1-ol - butan-1-ol), ont des comportements très proches du comportement idéal. Cependant, dans tous les mélanges réels les interactions entre molécules induisent des écarts plus ou moins importants à l'idéalité.
Pour un mélange réel à température donnée, lorsque les composés de natures différentes s'attirent moins que les composés de même nature, la pression de distillation est supérieure à celle définie par la loi de Raoult. Le mélange est dit mélange à déviation positive (cf. figure 2),. À pression donnée, un mélange à déviation positive distille à une température inférieure à celle établie par la loi de Raoult.
Inversement, pour un mélange réel à température donnée, lorsque les composés de natures différentes s'attirent plus que les composés de même nature, la pression de distillation est inférieure à la pression définie par la loi de Raoult. Le mélange est dit mélange à déviation négative (cf. figure 3),. À pression donnée, un mélange à déviation négative distille à une température supérieure à celle établie par la loi de Raoult.

### Azéotropie
Un mélange « azéotrope » ou « azéotropique » est un mélange dont la composition et la température ne varient pas au cours du processus de distillation à pression constante,. La phase liquide et la phase gaz ont donc la même composition. Un mélange azéotrope se comporte ainsi comme un corps pur lors de son évaporation. Les azéotropes n'apparaissent que lorsque les déviations par rapport à la loi de Raoult deviennent suffisamment importantes, c'est-à-dire pour des mélanges dont le comportement s'écarte de façon suffisamment importante de celui du mélange idéal (cf. figure 1). L'azéotrope est pour les équilibres liquide-vapeur l'équivalent du point de fusion congruent des équilibres solide-liquide, dans lequel un mélange liquide est en équilibre avec un solide de même composition.

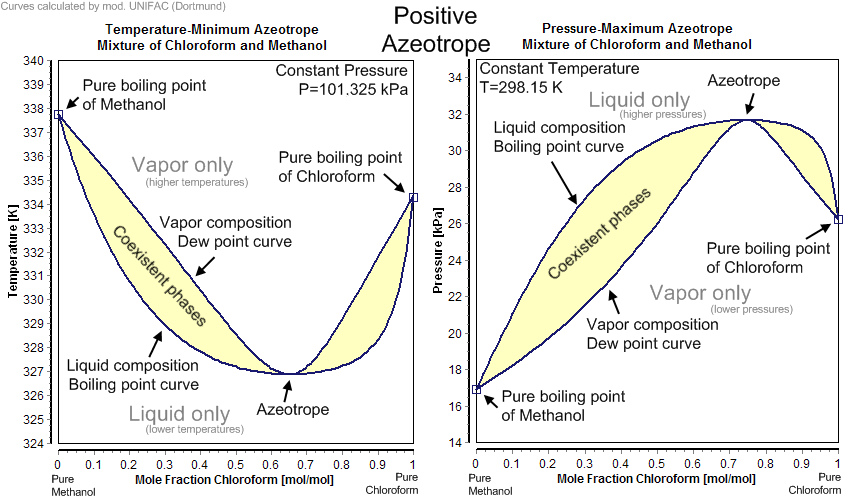
Figure 4 - Azéotrope positif. Système méthanol - chloroforme.
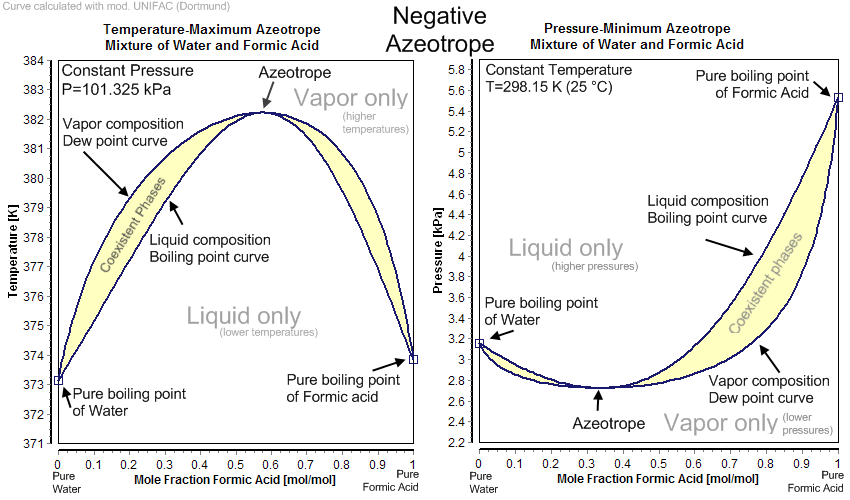
Figure 5 - Azéotrope négatif. Système eau - acide formique.

On définit pour un mélange de deux corps notés {\displaystyle 1} et {\displaystyle 2} :
- à température donnée, les pressions de vapeur saturante {\displaystyle P_{1}^{\text{sat}}} et {\displaystyle P_{2}^{\text{sat}}} des deux corps purs et la pression {\displaystyle P^{\text{az}}} de l'azéotrope ;
- à pression donnée, les températures d'ébullition {\displaystyle T_{1}^{\text{éb}}} et {\displaystyle T_{2}^{\text{éb}}} des deux corps purs et la température {\displaystyle T^{\text{az}}} de l'azéotrope.

Lorsque, à température donnée, la pression de l'azéotrope est supérieure à la pression déterminée par la loi de Raoult, l'azéotrope est dit « azéotrope à déviation positive » ou « azéotrope positif ». Dans ce cas, la pression est supérieure à la plus grande des deux pressions de vapeur saturante à cette température et se situe au maximum des courbes de pression dans un diagramme de phases isotherme ; l'azéotrope positif peut également être appelé « azéotrope à pression de vapeur saturante maximale » ou « azéotrope à maximum de pression » (cf. figure 4),,. À pression donnée, la température d'un azéotrope positif est inférieure à la plus petite des deux températures d'ébullition à cette pression et se situe au minimum des courbes de température dans un diagramme de phases isobare ; l'azéotrope positif peut également être appelé « azéotrope à température de bulle minimale » ou « azéotrope à minimum de température » (cf. figure 4),,. Par exemple, à pression atmosphérique, un mélange à 96 % d'éthanol et 4 % d'eau (pourcentages massiques) présente un azéotrope qui bout à 78,2 °C. Cette température est inférieure aux températures d'ébullition de l'eau (100 °C) et de l'éthanol (78,4 °C) purs.
Lorsque, à température donnée, la pression de l'azéotrope est inférieure à la pression déterminée par la loi de Raoult, l'azéotrope est dit « azéotrope à déviation négative » ou « azéotrope négatif ». Dans ce cas, la pression est inférieure à la plus petite des deux pressions de vapeur saturante à cette température et se situe au minimum des courbes de pression dans un diagramme de phases isotherme ; l'azéotrope négatif peut également être appelé « azéotrope à pression de vapeur saturante minimale » ou « azéotrope à minimum de pression » (cf. figure 5),,. À pression donnée, la température d'un azéotrope négatif est supérieure à la plus grande des deux températures d'ébullition à cette pression et se situe au maximum des courbes de température dans un diagramme de phases isobare ; l'azéotrope négatif peut également être appelé « azéotrope à température de bulle maximale » ou « azéotrope à maximum de température » (cf. figure 5),,. Par exemple, à pression atmosphérique, un mélange à 77,4 % d'acide formique et 22,6 % d'eau (pourcentages massiques) présente un azéotrope qui bout à 107,2 °C. Cette température est supérieure aux températures d'ébullition de l'eau (100 °C) et de l'acide formique pur (101,1 °C) purs.

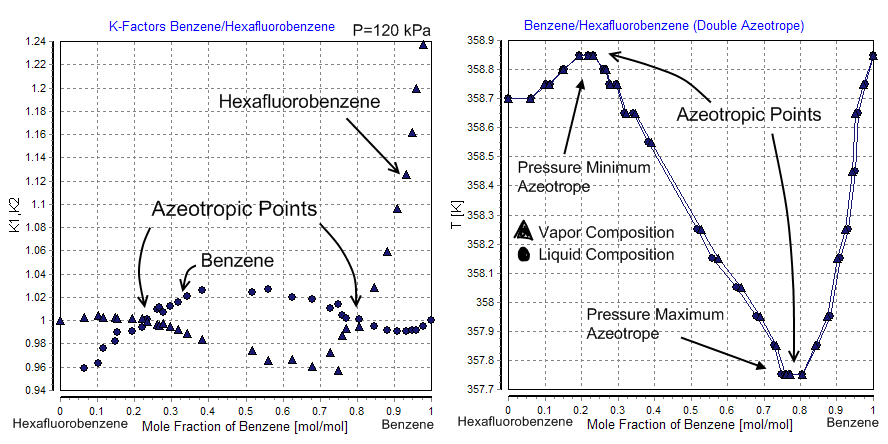
Figure 6 - Double azéotrope. Système benzène - hexafluorobenzène[13].
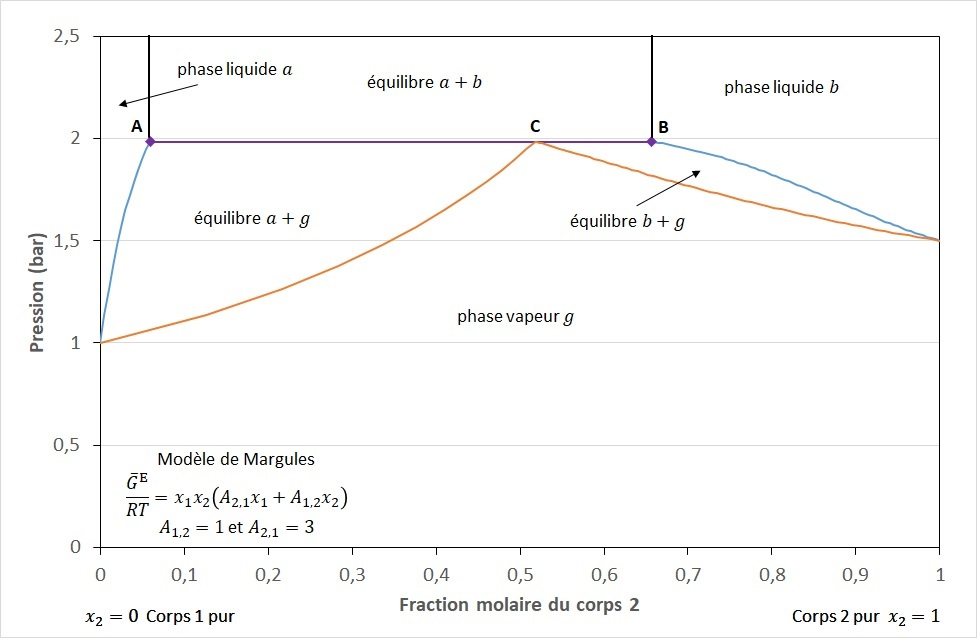
Figure 7 - Hétéroazéotrope au point C.

L'azéotropie est un phénomène courant. Les azéotropes négatifs sont cependant moins fréquents que les azéotropes positifs : sur l'ensemble des azéotropes connus, le rapport est d'un azéotrope négatif pour neuf azéotropes positifs,,. Il existe des cas encore plus rares de double azéotropie, comme celui du mélange benzène - hexafluorobenzène présenté sur la figure 6,. Il existe également des azéotropes de mélanges à plus de deux constituants.
Un hétéroazéotrope est un cas particulier dans lequel la phase liquide subit une démixtion. La vapeur est alors en équilibre avec deux phases liquides de compositions différentes. Les deux phases liquides ont cependant une composition globale identique à celle de la vapeur (cf. figure 7),,. Une démixtion apparait lorsque les constituants en phase liquide se repoussent de façon suffisante. Au contraire, s'ils s'attirent, leur miscibilité est favorisée : il ne peut donc exister d'hétéroazéotrope négatif, il n'existe que des hétéroazéotropes positifs. Par opposition à l'hétéroazéotrope, un azéotrope sans démixtion de liquides peut être appelé homoazéotrope. L'hétéroazéotrope est pour les équilibres liquide-vapeur l'équivalent de l'eutectique des équilibres solide-liquide, dans lequel un liquide est en équilibre avec deux solides démixés.

## Conditions d'apparition d'un azéotrope

### Facteurs favorisant les azéotropes

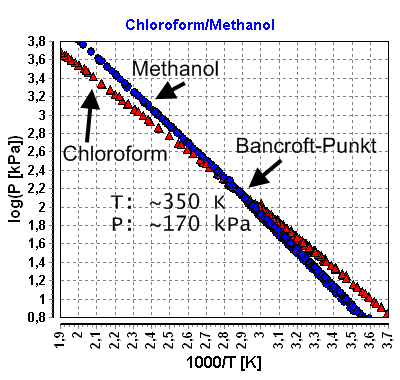
Figure 8 - Point de Bancroft du méthanol et du chloroforme. Les pressions de vapeur saturante des deux corps sont tracées en fonction de la température.

Si les deux corps d'un mélange présentent un point de Bancroft, c'est-à-dire s'il existe une température à laquelle les deux corps ont la même pression de vapeur saturante (cf. figure 8), alors le mélange a un comportement azéotropique (positif ou négatif) dans des conditions de pression et température proches de ce point,. Pour des conditions suffisamment éloignées de ce point, le mélange peut perdre son comportement azéotropique. À pression donnée, un écart de température d'ébullition de plus de 50 °C rend pratiquement impossible toute azéotropie. La réciproque de la règle de Bancroft n'est pas vraie : tous les mélanges binaires formant un azéotrope n'ont pas nécessairement de point de Bancroft. Le système eau - éthanol présente un azéotrope mais pas de point de Bancroft, de même que le système dioxyde de carbone - éthane.
Les azéotropes n'apparaissent que pour des déviations suffisamment importantes par rapport au modèle idéal de la loi de Raoult, lorsque les  forces intermoléculaires (attractives ou répulsives) interespèces sont bien plus importantes que les forces entre molécules de même espèce. Par exemple, les liaisons hydrogène favorisent les azéotropes négatifs dans les mélanges eau - alcool (eau - éthanol), acétate de butyle - 1,2,2-trichloropropane et cyclohexanone - bromoforme. Dans les solutions aqueuses, la dissociation d'un électrolyte favorise les azéotropes négatifs si l'électrolyte a une volatilité au moins égale à celle de l'eau. Par exemple, la dissociation de l'acide formique HCOOH en ions formiate HCOO− et hydrogène H+ favorise l'azéotrope eau - acide formique.

### Pression, température et composition d'un azéotrope
Les interactions moléculaires varient en fonction de la température, de la pression et de la composition, aussi la composition et la température d'apparition d'un azéotrope varient-elles en fonction de la pression (cf. figure 15). Pour un mélange de deux corps ({\displaystyle c} = 2) en équilibre de deux phases liquide et vapeur ({\displaystyle \varphi } = 2), la règle des phases donne une variance {\displaystyle v=c+2-\varphi } = 2 ; on peut faire varier deux paramètres (parmi la pression, la température et les compositions des deux phases) indépendamment l'un de l'autre et conserver l'équilibre liquide-vapeur (les autres paramètres sont alors subis et déduits des lois des équilibres de phases). Dans un azéotrope les compositions des deux phases sont identiques. On doit donc considérer une contrainte supplémentaire ({\displaystyle k} = 1) dans le calcul de la variance, qui devient {\displaystyle v=c+2-\varphi -k} = 1. L'azéotrope d'un mélange binaire ne dépend que d'un seul paramètre. Ainsi, si la pression est imposée, la température et les compositions de phases de l'azéotrope sont subies et ne peuvent être modifiées. Dans un diagramme de phases isotherme ou isobare, un azéotrope est représenté par un point (cf. figure 4 et figure 5). Pour un mélange de {\displaystyle c} corps, la variance d'un azéotrope vaut {\displaystyle v=c-1}. Pour un mélange de trois corps ({\displaystyle c} = 3), la variance {\displaystyle v} = 2 indique que l'on peut choisir deux paramètres indépendamment l'un de l'autre : on peut imposer la pression et la température, mais la composition est subie.
Le tableau suivant donne les conditions de l'azéotrope négatif eau - acide formique. À pression atmosphérique, la température d'ébullition de l'eau est 100 °C, celle de l'acide formique 100,8 °C.
| Fraction molaire de l'eau | Pression (atm - mmHg) | Température (°C) |
| ------------------------- | --------------------- | ---------------- |
| 0,42                      | 1 - 760               | 107,3            |
| 0,50                      | 0,26 - 200            | 71,3             |
| 0,58                      | 0,13 - 100            | 55,7             |

Cette propriété peut être utilisée pour dépasser le point d'azéotrope dans le cas d'une distillation azéotropique, dans une technique appelée distillation par balancement de pression (pressure-swing distillation en anglais).
Le comportement d'un mélange azéotropique peut redevenir zéotropique sur toute la plage de composition à certaines pressions, notamment loin du point de Bancroft s'il existe, et inversement. Par exemple, l'azéotrope eau - éthanol disparait au-dessous de 0,07 atm,. Dans ce cas, une distillation classique peut être employée pour obtenir les corps purs.

### Théorème de Gibbs-Konovalov
Soit, à température {\displaystyle T} donnée, un mélange de deux corps notés {\displaystyle 1} et {\displaystyle 2}. Leurs pressions de vapeur saturante à {\displaystyle T} sont notées {\displaystyle P_{1}^{\text{sat}}} et {\displaystyle P_{2}^{\text{sat}}}.
Un azéotrope ne peut apparaitre que lorsque le comportement du mélange est suffisamment éloigné du modèle idéal de la loi de Raoult. Si, à température {\displaystyle T} constante, sur toute la plage de composition du corps {\displaystyle 1} pur au corps {\displaystyle 2} pur, la pression d'équilibre liquide-vapeur est comprise entre {\displaystyle P_{1}^{\text{sat}}} et {\displaystyle P_{2}^{\text{sat}}}, le mélange ne peut pas présenter d'azéotrope.
Si, à température {\displaystyle T} constante, il existe une plage de composition sur laquelle la pression d'équilibre est en dehors de la plage de pression de {\displaystyle P_{1}^{\text{sat}}} à {\displaystyle P_{2}^{\text{sat}}}, alors il existe nécessairement une pression extrémale (maximale ou minimale). Le théorème de Gibbs-Konovalov (ou deuxième règle de Konovalov) montre qu'en un point extrémal d'un diagramme de phases binaire isotherme (ou isobare), les compositions de la phase liquide et de la phase vapeur en équilibre sont identiques, et, réciproquement, qu'en un point où les compositions des deux phases sont égales, la pression (ou la température) est extrémale. Il s'agit dans tous les cas d'un azéotrope.
Un azéotrope positif est caractérisé par un maximum de pression dans un diagramme isotherme ou par un minimum de température dans un diagramme isobare (cf. figure 4). Un azéotrope négatif est caractérisé par un minimum de pression dans un diagramme isotherme ou par un maximum de température dans un diagramme isobare (cf. figure 5).

### Thermodynamique de l'azéotropie
Soit un mélange de deux corps notés {\displaystyle 1} et {\displaystyle 2}, à température {\displaystyle T} donnée et pression {\displaystyle P} modérée (moins de 10 bar). La phase vapeur est considérée comme un mélange de gaz parfaits, la phase liquide n'est pas idéale. L'équilibre liquide-vapeur est décrit par les équations :
{\displaystyle y_{1}P=x_{1}\gamma _{1}P_{1}^{\text{sat}}}
{\displaystyle y_{2}P=x_{2}\gamma _{2}P_{2}^{\text{sat}}}
ou :
{\displaystyle y_{1}=x_{1}K_{1}}
{\displaystyle y_{2}=x_{2}K_{2}}
avec :
- {\displaystyle K_{1}=\gamma _{1}P_{1}^{\text{sat}}/P} et {\displaystyle K_{2}=\gamma _{2}P_{2}^{\text{sat}}/P} les coefficients de partage ;
- {\displaystyle P} la pression totale ;
- {\displaystyle P_{1}^{\text{sat}}} et {\displaystyle P_{2}^{\text{sat}}} les pressions de vapeur saturante à la température {\displaystyle T} ;
- {\displaystyle x_{1}} et {\displaystyle x_{2}} les fractions molaires des deux corps en phase liquide ({\displaystyle x_{1}+x_{2}=1}) ;
- {\displaystyle y_{1}} et {\displaystyle y_{2}} les fractions molaires des deux corps en phase gaz ({\displaystyle y_{1}+y_{2}=1}) ;
- {\displaystyle \gamma _{1}} et {\displaystyle \gamma _{2}} les coefficients d'activité des deux corps en phase liquide.

Dans un mélange azéotropique, la phase gaz a la même composition que la phase liquide :
{\displaystyle y_{1}=x_{1}}
{\displaystyle y_{2}=x_{2}}
On obtient pour la pression totale d'un azéotrope :
{\displaystyle P^{\text{az}}=\gamma _{1}P_{1}^{\text{sat}}=\gamma _{2}P_{2}^{\text{sat}}}
Il existe donc un azéotrope s'il existe une valeur de {\displaystyle x_{2}} vérifiant :
Cette condition ne peut être remplie par le modèle de la solution idéale (loi de Raoult, loi de Henry), dans lequel {\displaystyle \gamma _{1}=\gamma _{2}=1}. Le modèle idéal est donc incapable de représenter un azéotrope.
La volatilité relative {\displaystyle \alpha _{2,1}} du corps {\displaystyle 2} par rapport au corps {\displaystyle 1} est définie par :
La volatilité vaut {\displaystyle P_{2}^{\text{sat}}/P_{1}^{\text{sat}}} pour un mélange idéal quelle que soit la composition. Pour un mélange réel, une volatilité inférieure à 1 signifie que le corps {\displaystyle 2} s'évapore moins facilement que le corps {\displaystyle 1}. Inversement, une volatilité supérieure à 1 signifie que le corps {\displaystyle 2} s'évapore plus facilement que le corps {\displaystyle 1}. La volatilité vaut 1 pour un azéotrope.
Les coefficients d'activité des corps purs valent :
- pour {\displaystyle 1} pur : {\displaystyle \gamma _{1}^{*}=\lim _{x_{1}\to 1 \atop x_{2}\to 0}\gamma _{1}=1} ;
- pour {\displaystyle 2} pur : {\displaystyle \gamma _{2}^{*}=\lim _{x_{2}\to 1 \atop x_{1}\to 0}\gamma _{2}=1}.

Les coefficients d'activité à dilution infinie sont définis par :
- pour {\displaystyle 1} à dilution infinie dans {\displaystyle 2} : {\displaystyle \gamma _{1,2}^{\infty }=\lim _{x_{1}\to 0 \atop x_{2}\to 1}\gamma _{1}} ;
- pour {\displaystyle 2} à dilution infinie dans {\displaystyle 1} : {\displaystyle \gamma _{2,1}^{\infty }=\lim _{x_{2}\to 0 \atop x_{1}\to 1}\gamma _{2}}.

Lorsque le mélange binaire tend vers le corps {\displaystyle 2} pur, soit {\displaystyle x_{2}\to 1}, alors :
{\displaystyle \lim _{x_{2}\to 1 \atop x_{1}\to 0}\alpha _{2,1}=\lim _{x_{2}\to 1 \atop x_{1}\to 0}{\gamma _{2}P_{2}^{\text{sat}} \over \gamma _{1}P_{1}^{\text{sat}}}={1 \over \gamma _{1,2}^{\infty }}{P_{2}^{\text{sat}} \over P_{1}^{\text{sat}}}}
En conséquence, si, dans ces conditions, {\displaystyle \alpha _{2,1}} < 1, on obtient :
{\displaystyle \gamma _{1,2}^{\infty }>{P_{2}^{\text{sat}} \over P_{1}^{\text{sat}}}}
On tire de l'étude des divers cas possibles les conditions d'apparition des azéotropes simples ou doubles (homoazéotropes ou hétéroazéotropes) présentées dans le tableau suivant,,,. Ces conditions sur les coefficients d'activité à dilution infinie {\displaystyle \gamma _{2,1}^{\infty }} et {\displaystyle \gamma _{1,2}^{\infty }} sont nécessaires et suffisantes pour les azéotropes simples, elles ne sont que nécessaires pour les azéotropes doubles (les mélanges zéotropiques répondent aux mêmes conditions que les doubles azéotropes). Les diagrammes de phases donnés en illustration sont établis avec le modèle d'activité de Margules ; dans ce modèle {\displaystyle A_{1,2}=\ln \gamma _{1,2}^{\infty }} et {\displaystyle A_{2,1}=\ln \gamma _{2,1}^{\infty }}.
| Type d'azéotrope                                                                          | Volatilité {\displaystyle \alpha _{2,1}}     | Volatilité {\displaystyle \alpha _{2,1}} | Coefficients d'activité à dilution infinie                     | Coefficients d'activité à dilution infinie                     | Illustration | Illustration |
| Type d'azéotrope                                                                          | vers {\displaystyle x_{2}} = 0               | vers {\displaystyle x_{2}} = 1           | {\displaystyle {1 \over \gamma _{2,1}^{\infty }}}              | {\displaystyle \gamma _{1,2}^{\infty }}                        | Illustration | Illustration |
| ----------------------------------------------------------------------------------------- | -------------------------------------------- | ---------------------------------------- | -------------------------------------------------------------- | -------------------------------------------------------------- | ------------ | ------------ |
| positif                                                                                   | {\displaystyle >1}                           | {\displaystyle <1}                       | {\displaystyle <{P_{2}^{\text{sat}} \over P_{1}^{\text{sat}}}} | {\displaystyle >{P_{2}^{\text{sat}} \over P_{1}^{\text{sat}}}} |              |              |
| deux azéotropes négatif vers {\displaystyle x_{2}=0} positif vers {\displaystyle x_{2}=1} | {\displaystyle <1}                           | {\displaystyle <1}                       | {\displaystyle >{P_{2}^{\text{sat}} \over P_{1}^{\text{sat}}}} | {\displaystyle >{P_{2}^{\text{sat}} \over P_{1}^{\text{sat}}}} |              |              |
| deux azéotropes négatif vers {\displaystyle x_{2}=0} positif vers {\displaystyle x_{2}=1} | {\displaystyle >1} entre les deux azéotropes |                                          | {\displaystyle >{P_{2}^{\text{sat}} \over P_{1}^{\text{sat}}}} | {\displaystyle >{P_{2}^{\text{sat}} \over P_{1}^{\text{sat}}}} |              |              |
| négatif                                                                                   | {\displaystyle <1}                           | {\displaystyle >1}                       | {\displaystyle >{P_{2}^{\text{sat}} \over P_{1}^{\text{sat}}}} | {\displaystyle <{P_{2}^{\text{sat}} \over P_{1}^{\text{sat}}}} |              |              |
| deux azéotropes positif vers {\displaystyle x_{2}=0} négatif vers {\displaystyle x_{2}=1} | {\displaystyle >1}                           | {\displaystyle >1}                       | {\displaystyle <{P_{2}^{\text{sat}} \over P_{1}^{\text{sat}}}} | {\displaystyle <{P_{2}^{\text{sat}} \over P_{1}^{\text{sat}}}} |              |              |
| deux azéotropes positif vers {\displaystyle x_{2}=0} négatif vers {\displaystyle x_{2}=1} | {\displaystyle <1} entre les deux azéotropes |                                          | {\displaystyle <{P_{2}^{\text{sat}} \over P_{1}^{\text{sat}}}} | {\displaystyle <{P_{2}^{\text{sat}} \over P_{1}^{\text{sat}}}} |              |              |

Exemple
Pour un mélange eau (1) - butan-1-ol (2) à 100 °C, on a :
- {\displaystyle P_{1}^{\text{sat}}} = 101,33 kPa et {\displaystyle P_{2}^{\text{sat}}} = 51,89 kPa ;
- {\displaystyle \gamma _{1,2}^{\infty }} = 21 et {\displaystyle \gamma _{2,1}^{\infty }} = 4.

On peut présager un azéotrope positif, puisque :
{\displaystyle {1 \over \gamma _{2,1}^{\infty }}} = 0,25 < {\displaystyle {P_{2}^{\text{sat}} \over P_{1}^{\text{sat}}}} = 0,512 < {\displaystyle \gamma _{1,2}^{\infty }} = 21
À 100 °C et 136 kPa, le mélange butan-1-ol - eau présente un hétéroazéotrope : la vapeur est en équilibre simultanément avec une phase liquide riche en eau et pauvre en butan-1-ol, et une phase liquide riche en butan-1-ol et pauvre en eau.

## Séparation d'un mélange azéotropique

### Distillation classique

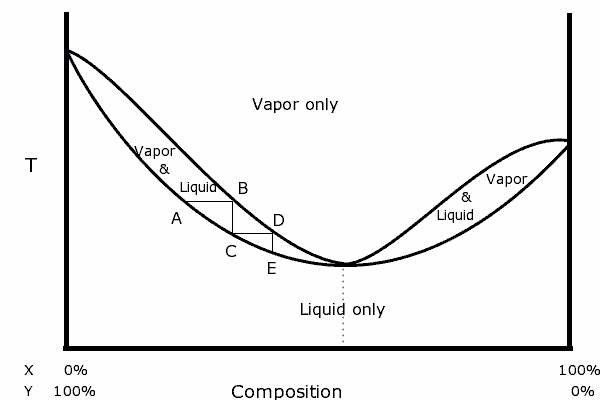
Figure 13 - Distillation d'un mélange à azéotrope positif.
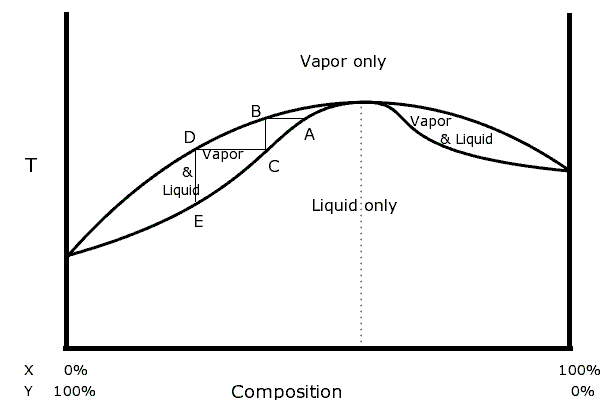
Figure 14 - Distillation d'un mélange à azéotrope négatif.

Un mélange azéotrope se comporte comme un corps pur lors de son ébullition : la pression et la température ne varient pas, la composition du liquide et de la vapeur sont identiques et ne varient pas au cours du processus. Lors d'un processus de distillation classique, il est par conséquent impossible d'obtenir des compositions de liquide ou de gaz au-delà du point d'azéotrope. Par exemple, lors de la distillation à pression constante d'un mélange binaire liquide représenté par le point A de la figure 13, la vapeur en équilibre avec le liquide a la composition du point B, elle est condensée en liquide C. La vapeur en équilibre avec le liquide C a la composition D, elle est condensée en liquide E et ainsi de suite… Au fur et à mesure du processus, les deux phases s'enrichissent en produit X. Lorsque le liquide et la vapeur atteignent la même composition au point azéotrope (ici un azéotrope positif situé au minimum de température), cette composition ne varie plus. Dans ces conditions, il est alors impossible d'obtenir un liquide de concentration en X plus élevée que la concentration de l'azéotrope. Par exemple, la distillation à pression atmosphérique du mélange eau - éthanol ne permet pas d'obtenir des compositions de plus de 96 % en masse d'éthanol.
Le même processus de distillation (condensation de la vapeur en équilibre avec un liquide) appliqué à un azéotrope négatif conduit à s'éloigner de l'azéotrope plutôt que de s'en rapprocher (cf. figure 14). À pression constante, pour s'approcher d'un azéotrope négatif à partir du liquide E, il faut d'abord évaporer ce liquide pour obtenir la vapeur D. Le liquide C en équilibre avec la vapeur D est à son tour évaporé. La vapeur B obtenue est en équilibre avec le liquide A. Les deux phases sont ainsi successivement enrichies en produit X.
La distillation classique peut être utilisée dans des conditions de pression dans lesquelles l'azéotrope d'un mélange disparait, par exemple à moins de 0,07 atm pour la distillation du mélange eau - éthanol.

### Distillation par balancement de pression

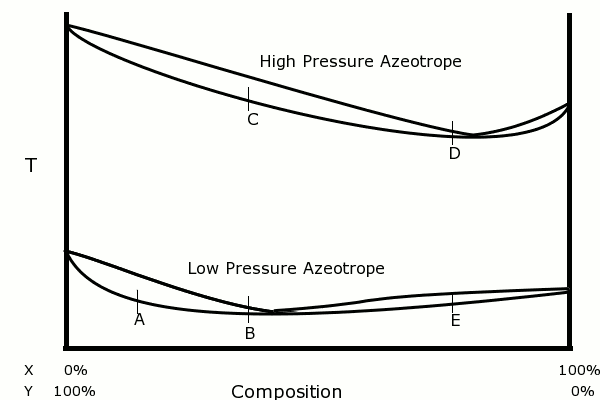
Figure 15 - Distillation par balancement de pression. La composition et la température d'un azéotrope dépendent de la pression.
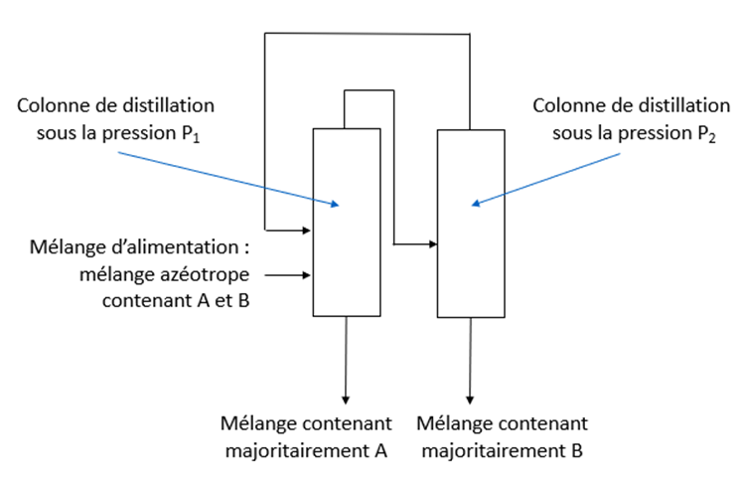
Figure 16 - Schéma de procédé montrant un appareil de distillation par balancement de pression. Azéotropes positifs. Le produit A correspond au produit Y de la figure 15, le produit B au produit X.

En génie chimique, la technique appelée distillation par balancement de pression (pressure-swing distillation en anglais) utilise la dépendance de la composition de l'azéotrope à la pression pour contourner l'azéotrope.
Par exemple, on veut distiller le mélange A constitué des corps X et Y, Y étant le corps le plus lourd (ayant la température d'ébullition la plus élevée). Ce mélange présente un comportement azéotropique positif (à minimum de température). Sur la figure 15, le mélange A est dans un premier temps distillé à basse pression pour l'enrichir en produit X jusqu'au point B, situé immédiatement à gauche de l'azéotrope positif à basse pression. La pression et la température sont ensuite augmentées. Le point C résultant se situe toujours à gauche de l'azéotrope à haute pression, mais celui-ci est situé beaucoup plus loin. On peut ainsi continuer à enrichir le liquide en produit X jusqu'au point D. Lorsque l'on repasse à la première pression, on obtient le point E. Ce point est situé au-delà de l'azéotrope à basse pression, mais est inaccessible par distillation directe dans ces conditions. La distillation du point E peut ensuite être poursuivie pour obtenir le corps X pur.
Dans cet exemple, la première distillation est effectuée dans une colonne à basse pression {\displaystyle P_{1}} alimentée par le mélange liquide A. En pied de la colonne 1 sort le produit Y plus ou moins pur (produit A sur la figure 16). L'azéotrope basse pression sort en tête de la colonne 1, il est alimenté dans une deuxième colonne à pression plus élevée {\displaystyle P_{2}}. En pied de la colonne 2 sort le produit X plus ou moins pur (produit B sur la figure 16). L'azéotrope haute pression sort en tête de la colonne 2 et est réalimenté à la colonne 1. Si les azéotropes sont négatifs (à maximum de température), les azéotropes sont obtenus en pied et les corps purs en tête des colonnes.
Un important écart de pression est souvent nécessaire pour obtenir un décalage significatif de l'azéotrope, ce qui peut rendre cette technique inexploitable en pratique.

### Distillation au tiers corps (azéotropique ou extractive)
La distillation au tiers corps consiste à introduire lors de la distillation du mélange azéotropique binaire des corps {\displaystyle 1} et {\displaystyle 2} un troisième corps appelé entraineur, le corps {\displaystyle 3}. Par exemple, l'hexane ou le cyclohexane (qui remplacent le benzène et le toluène, anciennement employés mais toxiques) sont utilisés dans la distillation du mélange eau - éthanol pour obtenir l'éthanol pur (éthanol absolu). L'eau est utilisée comme entraineur de la distillation du mélange acétone - méthanol. Deux techniques sont utilisées : la « distillation azéotropique » et la « distillation extractive »,.
Dans la distillation azéotropique, l'entraineur {\displaystyle 3} forme un azéotrope  homogène ou hétérogène avec le corps que l'on veut éliminer du mélange initial {\displaystyle 1-2}. En supposant que ce corps à éliminer est le corps {\displaystyle 1}, l'azéotrope {\displaystyle 1-3} doit avoir un point d'ébullition inférieur à celui de l'azéotrope {\displaystyle 1-2},,.
Dans la distillation extractive, au contraire, l'entraineur {\displaystyle 3} doit avoir un point d'ébullition plus élevé que celui des autres corps. Il doit profondément modifier la volatilité relative {\displaystyle \alpha _{2,1}} des deux corps du mélange initial {\displaystyle 1-2} (en modifiant les coefficients d'activité {\displaystyle \gamma _{1}} et {\displaystyle \gamma _{2}} de sorte que {\displaystyle \alpha _{2,1}} s'éloigne de 1) et permettre ainsi de « casser » ou « rompre » l'azéotrope, c'est-à-dire de le faire disparaitre,,.

### Pervaporation
La pervaporation est une technique de séparation mettant en œuvre l'évaporation d'un mélange à travers une membrane sélective, ne laissant passer que certains constituants. Elle est utilisée, par exemple, dans la séparation de l'alcool dans le mélange azéotropique eau - éthanol.

## Liste de mélanges azéotropes
Nombreux azéotropes disponibles sur le site :
- (en) Jack Ponton, université d'Édimbourg, « Easy Access Data Source For Homogeneous Azeotropes », sur homepages.ed.ac.uk, 8 aout 2001 (consulté le 3 aout 2024).